# Keménfa
Keménfa là một thị trấn thuộc hạt Zala, Hungary. Thị trấn này có diện tích 14,89 km², dân số năm 2010 là 90 người, mật độ 6 người/km².